# Chris Marks
Chris Marks (* 15. Juni 1980 in Hanau) ist ein deutscher Tischfußball-Spieler und mehrfacher Welt- und Europameister. In der ITSF-Weltrangliste war sein höchstes Ranking Platz 2 im Einzel (2008). Von 2005 bis 2018 spielte er in der deutschen Herren-Nationalmannschaft. Als Coach und Spieler gewann er mit der deutschen Nationalmannschaft vier World-CUP-Medaillen.

## Leben

### Jugend und sportliche Laufbahn
Chris Marks wuchs in Eichen, einem Ortsteil von Nidderau, auf. Dort spielte er seit der F-Jugend beim KSV Eichen Fußball und Tischtennis. Sein Vater und sein Onkel waren seit den 60er/70er Jahre begeisterte Tischfußballspieler. Marks stand mit 6 Jahren zum ersten Mal am Kickertisch. Bis zu seinem 16. Lebensjahr war das Tischkickern für ihn lediglich ein Hobby, in Jugendzentren feierte er seine ersten Turniersiege.
Nach einer schweren Schulterverletzung musste Marks 1999 mit dem Fußball aufhören. Von diesem Zeitpunkt an trainierte er ausschließlich am Kickertisch. Den ersten großen Erfolg feierte Marks im Jahr 2000 auf der Löwen-Tour, wo er zum Rookie of the Year gewählt wurde und auch den Titel im Einzel gewann. Auf der letzten Löwen-Tour 2000 konnte sich Marks bei den Neulingen bei jedem Turnier aufs Treppchen spielen. 2001 startete die P4P-Tour und man durfte in der gleichen Kategorie spielen wie im letzten Jahr. Marks konnte seine Form bestätigen und wurde erneut bester Neuling, außerdem wurde er Deutscher Meister im Einzel in dieser Spielklasse.
Auch im Amateur-Feld konnte er im Jahr 2001 schon seine Spuren hinterlassen und siegte im Amateur-Einzel bei den Süddeutschen Meisterschaften. Ab 2001 kamen dann auch Wettkämpfe im europäischen Ausland und den USA dazu. Nach einigen Podestplätzen gewann Marks 2004 mit seinem Doppelpartner Rob Atha aus England im Pro/Am seinen ersten WM-Titel.

### Erfolge und Aufstieg in die Top 3 der Weltrangliste
2005 wurde Marks in die deutsche Nationalmannschaft berufen. Mit dem Team konnte er bei dem ersten World Cup 2006 in Hamburg die Vizeweltmeisterschaft feiern. Marks kämpfte sich 2008 bis an die Weltspitze. Er erspielte sich mehrere Topplatzierungen auf den ITSF-Turnieren und beendete das Jahr auf dem 3. Platz in der Weltrangliste, seine beste Platzierung dort war im Jahr 2008 der 2. Platz. Die Form der Saison 2008 konnte er im Januar 2009 bei der WM in Frankreich mit einem starken 3. Platz im Einzel bestätigen. Nach zwei Vize-Titeln bei den deutschen Meisterschaften im Doppel und einem 3. Platz im Einzel konnte Marks 2011 das Herren-Einzel gewinnen.
Mit Hannover 96 gewann er Anfang der 2010er Jahre drei Deutsche Mannschaftsmeisterschaften und die Champions League 2012. Mit Eintracht Frankfurt folgte 2018 der Deutsche Vize-Meister-Titel und der Champions-League-Sieg 2018.
2019 wurde die Titelverteidigung in der Champions League knapp mit einer 38:40-Niederlage im Finale verpasst. Marks war bis 2018 fester Bestandteil der Nationalmannschaft und bei jeder Weltmeisterschaft dabei. Bei der Multitable-WM konnte er bisher im Team zwei Vize-WM-Titel holen, dreimal den 3. Platz (zweimal im Team und einmal im Einzel), sowie dreimal den 5. Platz (zweimal im Einzel und einmal im Doppel) erreichen, damit gehört er bis heute zu den erfolgreichsten Spielern aus Deutschland.
Bei den fünf World-Championship-Titeln mit der Nationalmannschaft zwischen 2007 und 2011 war Marks Teil des bis dato erfolgreichsten Herren-Teams.

### Privates
Chris Marks setzt sich ehrenamtlich unter anderem für die Förderung benachteiligter Kinder ein. Marks ist verheiratet und hat zwei Töchter.

## Auszeichnungen
- 2001: Bester Neuling des Jahres (Players 4 Players).
- 2002: Bester Amateurspieler des Jahres (Players 4 Players).

## Titel und Erfolge im Überblick
Die folgende Tabelle gibt einen Überblick über alle Top-3-Platzierungen von Chris auf der ITSF-ProTour
| Turniere (Tisch)                  | Kategorie      | Platzierung | Datum |
| Moskau Masters (Ro)               | Offenes Einzel | 1           | 2008  |
| Tokio International Open (To)     | Offenes Einzel | 1           | 2008  |
| Tokio International Open (To)     | Offenes Doppel | 1           | 2008  |
| Multi Table WM                    | Offenes Einzel | 3           | 2009  |
| Abu Dhabi Masters (To)            | Offenes Einzel | 3           | 2009  |
| Abu Dhabi Masters (To)            | Offenes Doppel | 1           | 2009  |
| Moskau Open (Ro)                  | Offenes Einzel | 1           | 2009  |
| Bavaria Open Coburg (Le)          | Offenes Einzel | 1           | 2009  |
| Luxemburg Open (TB)               | Offenes Einzel | 1           | 2010  |
| German Leo Open (Le)              | Offenes Einzel | 3           | 2010  |
| Bulgarian Masters (Ro)            | Offenes Einzel | 2           | 2010  |
| Bulgarian Masters (Ro)            | Offenes Doppel | 2           | 2010  |
| Slovenian Masters (Ro)            | Offenes Einzel | 1           | 2011  |
| Hungarian Masters (Le)            | Offenes Doppel | 3           | 2012  |
| Hungarian Masters (le)            | Offenes Einzel | 3           | 2012  |
| Copenhagen Open (Le)              | Offenes Einzel | 3           | 2012  |
| RLP OPEN (Le)                     | Offenes Einzel | 3           | 2012  |
| German Leo Open (Le)              | Offenes Einzel | 3           | 2012  |
| Leo Summer Masters (Le)           | Offenes Einzel | 3           | 2013  |
| German International Open (To)    | Offenes Einzel | 1           | 2015  |
| German International Open (To)    | Offenes Doppel | 2           | 2015  |
| Czech Tornado Open (to)           | Offenes Einzel | 2           | 2016  |
| Rotterdam Leo Masters (Le)        | Offenes Einzel | 1           | 2016  |
| International Roberto Series (Ro) | Offenes Einzel | 3           | 2016  |
| Romanian Masters (Bo)             | Offenes Einzel | 2           | 2016  |
| Bulgarian Inter CUP (Ro)          | Offenes Einzel | 2           | 2017  |
| Sofia Grand Masters (Ro)          | Offenes Einzel | 3           | 2017  |
| Abu Dhabi Masters (To)            | Offenes Einzel | 2           | 2017  |
| Swiss Leo Masters (Le)            | Offenes Einzel | 3           | 2019  |
| Hall of Fame Las Vegas (To)       | Pro Doppel     | 1           | 2022  |